# ضيق النفس
الزُّلَّة أو ضيق النفس أو عسر التنفس أو الزلة التنفسية (بالإنجليزية: Dyspnea)‏ هو إحساس بتعب وتضايق عند التنفس، أو الشعور بصعوبة التنفس. وضيق النفس عَرَضٌ له أسباب مختلفة غالبًا ما تتعلق بأمراض الرئة أو القلب، ولكنها قد تتعلق باختلال في الشعور بنقص الأكسجين أو الهواء. ويبقى ضيق النفس شعور شخصيّ لا يمكن التحقق منه موضوعياً في كافة الحالات، إلا أن هناك أدلة واضحة تدل عليه مثل فحص مدى التشبّع الأكسجيني، ملاحظة ازرقاق المريض، مراقبة سرعة تنفسه أو ملاحظة المشقة المرافقة للتنفس. يتم علاج ضيق النفس عن طريق تشخيص المرض الكامن وراء ضيق النفس، ومن ثم إزالة أسبابه، ولكن يمكن أيضًا علاج ضيق النفس علاجًا عَرَضيًا بمشتقات المورفين، كما يتطلب علاج حالات ضيق النفس المستعصية والخطيرة استخدام الآلات للتنفس الاصطناعي.
يكون أساس التشخيص في عيادات النوم بالاعتماد على مرات حدوث ضعف التنفس أو توقفه أكثر من اعتمادهم على التفريق بين الظاهرتين (ضعف التنفس وتوقف التنفس الانسدادي).
يُعرف ضعف التنفس نموذجيًا بأنه نقصان كمية الهواء الذي يدخل ويخرج إلى الرئتين ما يسبب انخفاضًا في مستويات الأكسجين في الدم، وعادة يكون السبب وجود انسداد جزئي في مجرى الهواء العلوي.
يُصنّف ضعف التنفس خلال النوم بأنه أحد اضطرابات النوم، ففي حال كان ضعف التنفس متوسطًا إلى شديد لن يشعر المرضى بالراحة خلال النهار لأنهم وبالرغم من حصولهم على ليلة نوم كاملة لكن نوعية النوم لم تكن جيدة.
يؤدي وجود اضطراب تنفسي إلى انخفاض مستوى أكسجين الدم ما يؤثر سلبًا على مراحل النوم.
على أي حال، يقتصر حدوث نوبات نقص التنفس خلال النهار على المصابين بأمراض تنفسية عضلية شديدة، مثل بعض الأمراض العصبية العضلية، أو اضطراب معيّن في المركز العصبي المتحكم بالتنفس، كما يحدث في بعض المتلازمات كمتلازمة نقص التهوية المركزية الخلقية أو المكتسبة (ACHS أو CCHC)، وقد يسبب ضعف التنفس خلال النهار انخفاضًا في مستوى أكسجين الدم.

## التعريف
يُعرّف ضيق النفس بأنه الإحساس غير الطبيعي والمزعج بالجهد المبذول للتنفس. ففي الظروف الطبيعية لا يُدرك الأصحّاء بالجهد المبذول للتنفس، فيكون التنفس وكأنه بدون مجهود. تتم مراقبة التنفس والجهد التنفسي في مركز التنفس في الدماغ دون أن تصل تلك المعلومات إلى الوعي، لكن في الحالات التي يزيد فيها الجهد التنفسي بشكل ملحوظ عن الوضع الطبيعي، فإن هذه المعلومة تصل إلى الوعي البشري، فيشعر الإنسان أن هناك جهداً متزايداً مبذولاً للتنفس - كما يحدث أثناء الرياضة، وفي حالات الإرهاق يصل الحد إلى التضايق من الجهد التنفسي، مما يدعو الجسم لإيقاف الحركة. في هذه الحالة يكون «ضيق النفس» (اللّهاث) مقبولاً ومبرراً عند الشخص المُرهق، ويرافقه المعرفة بأن هذا الضيق سرعان ما يزول عند التوقف عن الحركة؛ لذلك لا يرافق ضيق النفس في هذه الحالات شعورٌ بالخوف ولا بالتضايق الشديد.
أما في الحالات المرضية التي تتطلب جهداً متزايداً للتنفس فإن إدراك هذا الجهد المتزايد يُرافقه شعور بالخوف، ويكون ضيق النفس في هذه الحالات مزعجاً جداً حتى ولو لم يسبب ألماً بالمعنى الحقيقي للألم، ولكن الشعور بضيق النفس قد يكون أكثر إزعاجاً من الآلام البدنية.

## الشرح الوظيفي لآلية ضيق النفس
يتم تنظيم عملية التنفس في الدماغ في مركز التنفس الواقع في التَّشَكُّلُ الشَّبَكِيُّ للبَصَلَة (باللاتينية: Formatio reticularis medullae oblongatae)، حيث تلتقي المعلومات الواردة للدماغ والقادمة من مجسات الجهاز التنفسي في الرئة، وفي القصبات الهوائية، وفي العضلات التنفسية (عضلات القفص الصدري والحجاب الحاجز)، والمستقبلات الكيميائية الواقعة في التشكل الشبكي نفسه، والتي تقيس مستوى حموضة الدم، والضغط الجزئي لثاني أكسيد الكربون المذاب في الدم، والمستقبلات الكيميائية في جدار الأبهر وفي الكبة السباتية (باللاتينية: Glomus caroticus) الواقعة في الجيب السباتي والتي تقيس الضغط الجزئي للأكسجين في الدم.
عند نقص الضغط الجزئي للأكسجين أو زيادة الضغط الجزئي لثاني أكسيد الكربون في الدم، فإن التشكل الشبكي (مركز التنفس) يحفز عضلات التنفس للشهيق، وبنفس الوقت تعود إليه معلومات من هذه العضلات حول الجهد المبذول في ذلك. عند حصول خلل في هذه الآلية (مثل زيادة الجهد المبذول للتنفس عن المستويات الطبيعية، أو عدم تعويض نقص الأكسجين رغم زيادة تردد التنفس... الخ) يتم تنبيه قشرة الدماغ (مركز الوعي) بذلك، وينشأ عن ذلك الشعور بضيق النفس.
المريض الذي يُعاني من إرهاق عضلات التنفس يعمد إلى تخفيف الجهد المبذول في التنفس من خلال استغلال عضلات إضافية في عملية التنفس، فيعمد إلى تثبيت أطرافه العليا (الذراعين والكتف) إما بوضعهما على ركبه - كما يفعل العدّاء في نهاية السباق -، أو بالتمسك بما حوله من أجسام ثابتة، وذلك حتى تُساعد عضلات الكتف في عملية التنفس.
أما المريض الذي يُعاني من وذمة الرئة (تراكم السوائل في الرئة) فإنه يعمد إلى الجلوس لرفع الجزء الأعلى من الجسم حتى تنتقل السوائل إلى الأقسام السفلى من الرئة بفعل وزنها، تاركة الأقسام العليا من الرئة لتبادل الغازات، مما يخفف من الإحساس بضيق النفس. هؤلاء المرضى يعانون أكثر حين يستلقون بشكل أفقي لأن السوائل تتوزع على كافة أقسام الرئة، لذا فهم يعمدون إلى وضع الوسائد التي ترفع الجزء العلوي من الجسم أثناء النوم، حتى يتمكنوا من النوم.

## أشكال ضيق النفس
يتم تقسيم ضيق النفس - بحسب السيرة المرضية - إلى عدة أقسام:
- ضيق النفس الجهدي (بالإنجليزية: Exertional dyspnea)‏.
- ضيق النفس الشديد اللاجهدي (بالإنجليزية: Severe dyspnea at rest)‏.
- ضيق النفس الوضعي (بالإنجليزية: Orthodyspnea)‏ (ضيق نفس عند الاستلقاء، يخف عند الجلوس أو القيام).
- ضيق النفس الوظيفي (بالإنجليزية: Functional dyspnea)‏ (يظهر في أوضاع الراحة ويتم تناسيه أثناء الجهد).

### درجات ضيق النفس
يتم تقسيم «ضيق النفس» (بحسب جمعية أطباء الصدر الأمريكية) إلى درجات تصف مدى حدّته إلى أربع درجات:
- الدرجة الأولى: ضيق النفس عند بذل جهد كبير (مثل صعود المرتفعات، صعود الأدراج للطوابق العليا، حمل الأوزان الثقيلة... الخ).
- الدرجة الثانية: ضيق النفس عند بذل جهد عادي (مثل المشي في السهل أو الساحات المستوية، حمل الأوزان الخفيفة... الخ).
- الدرجة الثالثة: ضيق النفس عند بذل جهد قليل (مثل ارتداء الملابس، التحرك داخل المنزل... الخ).
- الدرجة الرابعة: ضيق النفس بدون بذل جهد أي في أوضاع الراحة، ومن ذلك «ضيق النفس أثناء التحدث» بحيث لا يتم المصاب جملته دون أن يقطع كلامه للتنفس؛ ويدعى ذلك أيضاً بضيق النفس التحدثي.

## أسباب ضيق النفس
يشمل التشخيص التفريقي لضيق النّفس أسباباً عديدة، فكثير الحالات المرضية تؤدي للشعور بضيق النفس من خلال إضرارها إما بعملية التنفس، أو من خلال الإضرار بآلية تنظيم التنفس نفسه. من هذه الحالات المرضية:

### أمراض الرئة
تتسبب أمراض الرئة بضيق ما يقلل من قدرة الرئة على إشباع الدم بالأكسجين والتخلص من ثاني أكسيد الكربون، مما يدعو إلى زيادة وتيرة التنفس للتعويض عن هذا النقص، الأمر الذي يسبب إرهاقاً للعضلات التنفسية. أما الأمراض التي تُتلف الرئة مثل السرطانات فهي تقلل من حجم الرئة المُتاح للتنفس، فيضطر الجسم لزيادة وتيرة التنفس للتعويض مما يسبب شعوراً بضيق النفس. من أمراض الرئة المسببة لضيق النفس:
- الرَّبو.
- التهاب القصبات الحاد (بالإنجليزية: Bronchitis)‏.
- الداء افانسداد الرئوي المُزمن (بالإنجليزية: Chronic obstructive lung disease)‏.
- التليف الكيسي (بالإنجليزية: Cystic fibrosis)‏.
- النُّفاخ الرئوي (بالإنجليزية: Emphysema)‏.
- ذات الرئة (التهاب الرئة). (بالإنجليزية: Pneumonia)‏
- استرواح الصدر (بالإنجليزية: Pneumothorax)‏.
- انصباب جنبي (بالإنجليزية: Pleural effusion)‏.
- الجمرة الخبيثة.
- انخماص الرئة (بالإنجليزية: Atelectasis)‏.
- سرطان الرئة.
- وذمة الرئة (بالإنجليزية: Pulmonary edema)‏.

### أمراضالدوران الرئوي
- انصمام رئوي (بالإنجليزية: Pulmonary embolism)‏.
- فرط ضغط الدم الرئوي (بالإنجليزية: Pulmonary hypertension)‏

### أمراض المجاري التنفسية
التضيقات التي تصيب المجاري التنفسية قبل وصولها إلى الرئة تؤدي إلى ضيق النفس والشعور بالاختناق، ومن هذه الحالات ما يحدث عند الأطفال عند التشردق (دخول جسم غريب إلى القصبة الهوائية)، وكذلك ما يحدث عند التهاب لسان المزمار أو التهاب البلعوم، ومن الأمثلة على ذلك:
- التشردق وبخاصة لأجسام غريبة وبخاصة عند الأطفال.
- التهاب لسان المزمار (بالإنجليزية: Epigottitis)‏.
- التهاب البلعوم (بالإنجليزية: Pharyngitis)‏.
- التهاب الحنجرة (بالإنجليزية: Laryngitis)‏.
- التورم الدرقي (بالإنجليزية: Struma)‏.
- سرطان الحنجرة وسرطان البلعوم.
- تليُّن الرغامي أو تليُّن القصبة الهوائية (بالإنجليزية: Tracheomalacia)‏.

### أمراض القلب
تسبب أمراض القلب في عجز القلب عن نقل الدم من الرئة إلى باقي الجسم بالسرعة الكافية، مما يؤدي إلى احتقان السوائل قبل البطين الأيسر، وبالتالي خروج السوائل من الأوعية الدموية إلى الحويصلات الهوائية وبالتالي إعاقة تبادل الغازات. ومن أمراض القلب المؤدية لضيق النفس:
- قصور القلب.
- اعتلال عضلة القلب.
- اعتلالات صمامات القلب.
- داء شريان القلب التاجي.
- احتشاء عضل القلب (النوبة القلبية).
- اندحاس قلبي (بالإنجليزية: Cardiac tamponade)‏.
- انصباب تاموري (بالإنجليزية: Pericardial effusion)‏.
- التهاب التامور (بالإنجليزية: Pericarditis)‏.

### اختلالات الدموالاستقلاب
- فقر الدم يؤدي لنقص الكريات الحمراء الحاملة للأكسجين في الدم.
- فشل كلوي يسبب ضيق النفس من خلال التأثير على حموضة الدم، فتضطر الرئة لرفع وتيرة التنفس للتخلص من كمية أكبر من ثاني أكسيد الكربون لتعديل حموضة الدم. ومن ناحية أخرى قد يؤدي قصور الكلى إلى تراكم السوائل في الجسم وبالتالي إلى وذمة الرئة.
- قصور الكظر (بالإنجليزية: Adrenal insufficiency)‏.
- إنتان (بالإنجليزية: Sepsis)‏ من خلال الإضرار بوظيفة الرئتين.
- ابيضاض الدم (بالإنجليزية: Leukemia)‏.
- قصور الدرقية (بالإنجليزية: Hypothyroidism)‏.

### اختلالاتعضليةوعصبية
جميع الأمراض التي تؤدي إلى ضعف عام بالجهاز العضلي والعصبى، تؤدي إلى ضعف عضلات التنفس أيضاً، وبالتالي إرهاق هذه العضلات والشعور بضيق النفس. الضعف الشديد لعضلات التنفس يؤدي - إذا لم يتم علاجه أو التعويض عنه بالتنفس الاصطناعي - إلى الاختناق والموت كما كان يحدث في شلل الأطفال أو الكزاز. من الأمراض العضلية والعصبية التي تؤثر على الجهاز التنفسي وتسبب ضيق النفس:
- تصلب متعدد (بالإنجليزية: Multiple sclerosis)‏.
- وَهَن عَضَلي وَبيل (بالإنجليزية: Myasthenia gravis)‏.
- متلازمة غيلان باريه (بالإنجليزية: Guillain-Barré syndrome)‏.
- متلازمة لامبرت-إيتون (بالإنجليزية: Lambert-Eaton myasthenic syndrome)‏.
- شلل الأطفال (بالإنجليزية: Poliomyelitis)‏.
- التصلب العضلى الجانبي (بالإنجليزية: Amyotrophic lateral sclerosis)‏.
- الكزاز (بالإنجليزية: Tetanus)‏.
- داء الإعياء المزمن (بالإنجليزية: Chronic fatigue syndrome)‏.

### إعاقات الحجاب الحاجز

حركة الحجاب الحاجز.

- شلل الحجاب الحاجز: في بعض الحالات فإن حركة الحجاب الحاجز تتم إعاقتها، وبالتالي إعاقة أهم عضلة تنفسية، يحدث هذا عند شلل الحجاب الحاجز نتيجة إضرار العصب الحجابي مثلاً؛ كمضاعفة أثناء عمليات جراحة الصدر أو كمضاعفة أثناء عملية إزالة التورم الدرقي وقطع العصب بالخطأ. شلل الحجاب الحاجز يكون إما لجانب واحد (الأيمن أو الأيسر)، ونادراً ما يشمل جانبي الحجاب الحاجز.
- السُّمنة أو فرط الوزن الزائد، حيث يُعيق الوزن الزائد للبطن حركة الحجاب الحاجز.
- الحمل: قد يتسبب الحمل في زيادة العبء على الحجاب الحاجز، مما يؤدي لإعاقة حركته.

### اضطرابات نفسية
في كثير من حالات القلق النفسي والخوف والرُّهاب يرافق الحالة العصبية شعور بضيق نفس «غير عُضوي» وهو مايفسر سبب ضيق التنفس في نوبة الهلع ويُدعى أحياناً بضيق النفس الوظيفي (بالإنجليزية: Functional dyspnea)‏، حيث يكون ضيق النفس في هذه الحالات علامةً على الاضطراب النفسي، وقد يرافقه زيادة غير مبررة في وتيرة التنفس، وهو ما يُدعى بمتلازمة فرط التنفس (بالإنجليزية: Hyperventilation syndrome)‏. التفريق بين «ضيق النفس الوظيفي» و«ضيق النفس العضوي» صعب، إذ أن ضيق النفس الوظيفي يرافقه أيضاً التعرق، زيادة وتيرة التنفس، والشكوى من ضيق النفس.

## الأعراض
أكثر الأعراض شيوعًا لضعف التنفس هو النعاس المفرط الذي ينتج عن انقطاعات النوم المستمر.
غالبًا ما يعاني مرضى ضعف التنفس الناتج عن سبب انسدادي من الشخير الشديد والصاخب الذي ينقطع مع أصوات الاختناق، أو الشخير بصوت عالٍ تليه فترات من الصمت بسبب عدم إمكانية تدفق الهواء الكافي إلى الرئتين عبر الفم والأنف، قد تستمر فترات الصمت لمدة 20 ثانية أو أكثر، وقد تحدث عدة مرات في كل ساعة، ما يؤدي إلى قلة نوم، وانخفاض مستويات الأكسجين في الدم.
قد تشمل الأعراض الأخرى لنقص التنفس ما يلي: الاكتئاب، والنسيان، وتغير المزاج أو السلوك، وصعوبة في التركيز، وفقدان الطاقة، والعُصاب، وصداع الصباح، ليس كل الأشخاص الذين يعانون من ضعف التنفس يعانون من هذه الأعراض، وليس كل شخص يعاني من هذه الأعراض فهو مصاب بضعف التنفس.

### العواقب
قد يؤدي نقص التنفس إلى نعاس مفرط خلال النهار، ونوعية حياة سيئة، بما في ذلك حوادث مرور، وانخفاض الإنتاجية في أماكن العمل، ومشاكل عاطفية.
قد تشمل العواقب القلبية لضعف التنفس حدوث احتشاء عضلة قلبية، وارتفاع ضغط، وأمراض الأوعية الإكليلية، إضافة لمشاكل طبية أخرى كالسكتة الدماغية، ومشاكل نفسية، وعجز جنسي، واضطرابات إدراكية، وضعف ذاكرة.

## التشخيص
بحسب سياق تشخيص وعلاج اضطرابات النوم، لا يعتبر ضعف التنفس مهمًا سريريًا إلا عند وجود نقص في تدفق الهواء لحوالي 30% أو أكثر لمدة 10 ثوان أو أكثر، ونقص في نسبة إشباع الأكسجين في الدم لـ 4% أو أكثر، أو في حال أدى إلى انقطاع أو تجزئة في استمرارية النوم.
العواقب المباشرة لضعف التنفس (وانقطاع النفس أيضًا) هي أنه بازدياد نسبة ثنائي أكسيد الكربون Co2 ونقصان الأكسجين O2 في الدم ستزداد حدّة انسداد المجرى الهوائي.
يولّد هذا النمط السيئ من التنفس أنماطًا سيئة من النوم، وعواقب ذلك على المصابين بأنهم سيظهرون زيادة في الشعور بالتعب، والخمول، ونقصان القدرة على التركيز، وازدياد التهيج، والصداع الصباحي، ولسوء الحظ يتعب هؤلاء الأشخاص بشكل كبير لأنهم لم يحصلوا على نوم كافٍ خلال الليل.
قد يكون ضعف التنفس بسبب عصبي، كجزء من عدم كفاية الجهد التنفسي، أو لوجود سبب انسدادي بالأصل، في ضعف التنفس الانسدادي ينسد المجرى الهوائي جزئيًا بالمقارنة مع توقف التنفس الانسدادي (الذي ينسد فيه المجرى الهوائي كليًا)، ولكن يبقى هذا الانسداد كافيًا ليسبب أعراضًا جسدية مثل نقص نسبة إشباع الأكسجين، أو ازدياد الجهد المطلوب لأخذ النفس ما سيؤدي إلى الاستيقاظ في النهاية.
يمكن حساب مؤشر ضعف التنفس HI بتقسيم عدد المرات التي يحدث فيها ضعف التنفس خلال النوم على عدد ساعات النوم، أما مؤشر توقف التنفس AHI يدل على المرات التي يحدث فيها كل من ضعف وتوقف التنفس.
يُحسب مشعر ضعف-توقف التنفس كما هو الحال في مشعر ضعف التنفس ومشعر توقف التنفس بحساب ناتج قسمة عدد مرات توقف وضعف التنفس على عدد ساعات النوم، يُستخدم مشعر آخر لقياس توقف التنفس خلال النوم هو مشعر اضطراب التنفس RDI، وهو يشبه مشعر AHI، لكنه يتضمن أيضًا المرات التي لا تتبع لتعاريف انقطاع التنفس أو ضعف التنفس مثل الجهد التنفسي المرتبط بإحداث اليقظات Respiratory Effort Related Arousal  ((RERA لكن بدون إحداث يقظة.

## علاج ضيق النفس

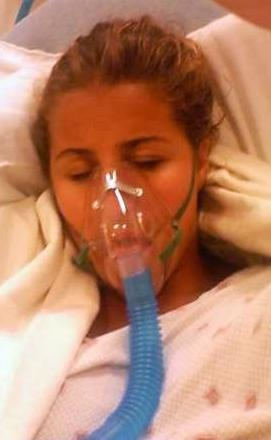
قناع الأكسجين لعلاج ضيق النفس.

لعلاج ضيق النفس لابد من معرفة السبب الكامن وراء ضيق النفس وإزالته، وهذا أمرٌ مهم، إذ أن العديد من الأمراض المسببة لضيق النفس تشكل خطراً على حياةً المريض مثل الجلطة القلبية، أو الالتهابات الرئوية، ومنها ما يمكن علاجه على الفور مثل إزالة الجسم الغريب من المجاري التنفسية للأطفال، وبشكل عام يعتبر ضيق النفس عرضاً خطيراً يحتاج العلاج الفوري ويتطلب في كثير من الأحيان الإدخال الفوري للمستشفى.
رغم ذلك فإن علاج عَرَض ضيق النفس علاجاً عرضياً (أي بدون إزالة سببه) يكون ضرورياً في حالات عديدة، منها التخفيف عن المرضى عناء ضيق النفس في الأمراض التي تحتاج وقتاً لعلاجها (مثل علاج التهابات الرئة التي تحتاج إلى أيام لحين السيطرة عليها)، أو في الحالات التي لا يكون الطب قادراً على علاجها (مثل السرطانات المتقدمة)، فيكون الهدف من علاج ضيق النفس التخفيف من معاناة المريض وتلطيف مراحله الأخيرة (علاج تلطيفي (بالإنجليزية: Palliative Therapy)‏).
يهدف علاج ضيق النفس إلى التقليل من العبء التنفسي من خلال مساندة عضلات التنفس، والتخفيف من المجهود المبذول في ذلك، ورفع مستوى الأكسجين في الدم من خلال رفع نسبة الأكسجين في الهواء المستنشق (باستخدام أقنعة الأكسجين). يُفيد العلاج بالأكسجين أيضاً في تحسين تروية الأعضاء والتقليل من الضرر الناجم عن اختلال آلية التنفس.
في الحالات الحرجة فإن التغلب على ضيق النفس والقصور الرئوي يتطلب التنفس الاصطناعي باستخدام ماكينات التنفس الاصطناعي، والتي تقوم بتولي وظيفة «تهوية» الرئة بشكلٍ جزئيٍ أو كامل بحسب الحاجة.
أما تخفيف الخوف الناجم عن ضيق النفس، والتقليل من معاناة المرضى فيمكن تحقيقه باستخدام المورفين، والذي يعمل على تهدئة المريض، والتقليل من نقل إشارات ضيق النفس إلى الدماغ، ومن ثم التقليل من الوعي بالخطر والتخفيف عن المريض، كما تساهم مشتقات البينزوديازيبين في تهدئة المرضى والتخفيف عليهم. بالإضافة إلى تهدئة المرضى فإن هذه المشتقات تساهم في توفير طاقة المريض ومساعدته على التنفس بهدوء أكثر.

## علم الأوبئة
ضيق النفس هو السبب الرئيسي لـ 3.5% من الأشخاص الذين يحضرون إلى قسم الطوارئ في الولايات المتحدة. من هذا العدد، حوالي 51% يدخلون إلى المستشفى و13% يموتون خلال سنة. اقترحت بعض الدراسات أن حوالي 27% من الناس يعانون من ضيق النفس في حين أن عند الموت 75% يختبرونه.

## أصل الكلمة
تجمع كلمة Hypopnea بين Hypo + pnea من الجذور اليونانية hypo (بمعنى قليل أو منخفض أو تحت أو أسفل أو أقل من الطبيعي) و pnoia (أي التنفس).